# Западно-Африканская кампания
Западно-Африканская кампания Первой мировой войны — захват войсками стран Антанты германских колоний в западной и центральной Африке.

## Положение дел перед началом войны
Перед началом Первой мировой войны у Германской империи было две колонии в Центральной и Западной Африке: Тоголенд и Германский Камерун. Они были со всех сторон окружены территориями, подконтрольными будущим врагам Германии: Франции, Бельгии и Великобритании. Германия только-только приступила к освоению этих земель, и не имела достаточно сил для их защиты.

## Тоголенд

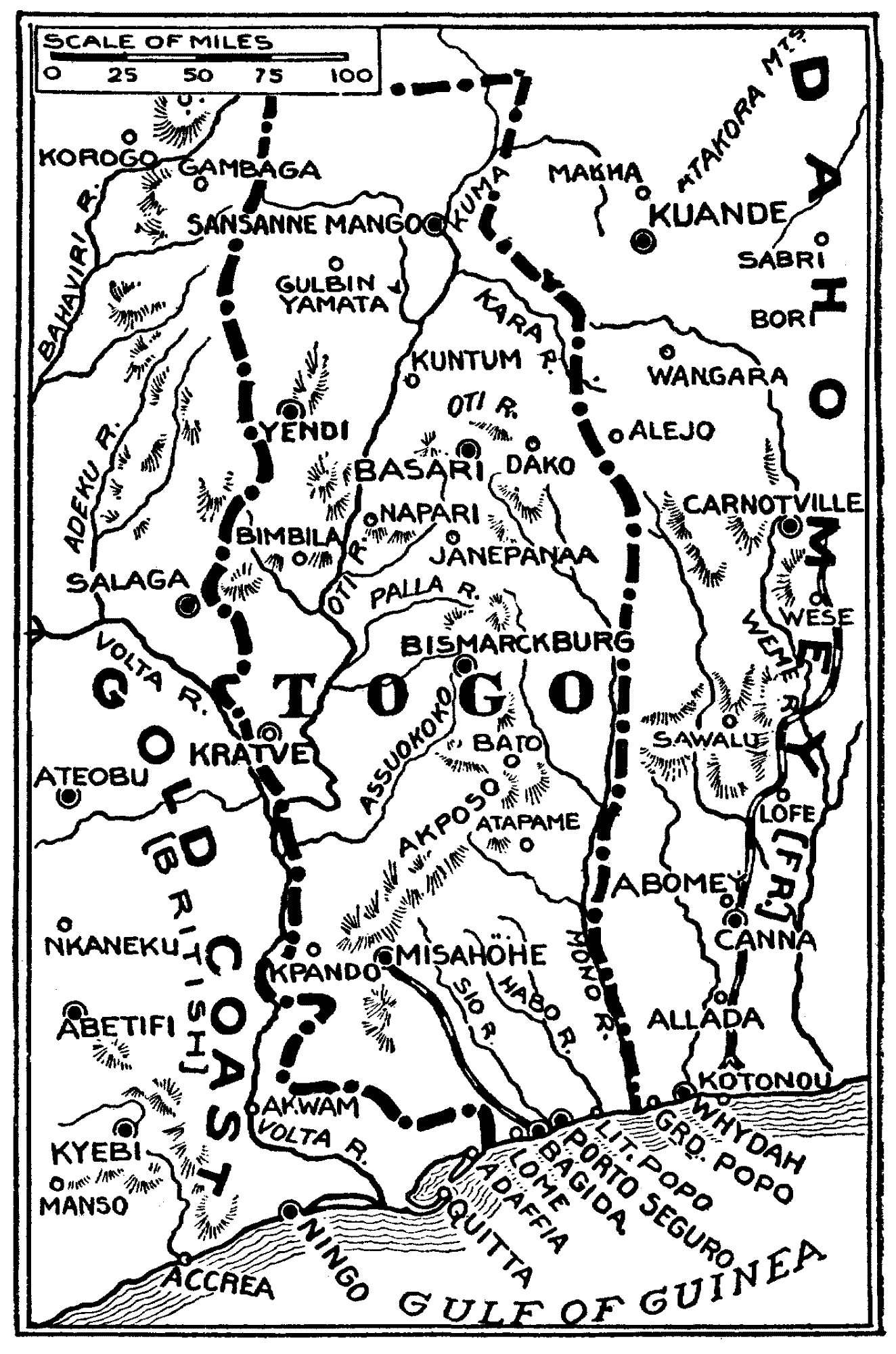
Тоголенд в 1915

В Тоголенде не имелось войск, там были только полицейские силы. После начала войны туда вторглись британские войска из Золотого Берега и французские войска из Дагомеи. 22 августа 1914 года ими была атакована радиостанция в Камине, и местный германский командующий капитулировал четыре дня спустя, предварительно отдав приказ об уничтожении радиостанции и проследив за его исполнением.

## Германский Камерун

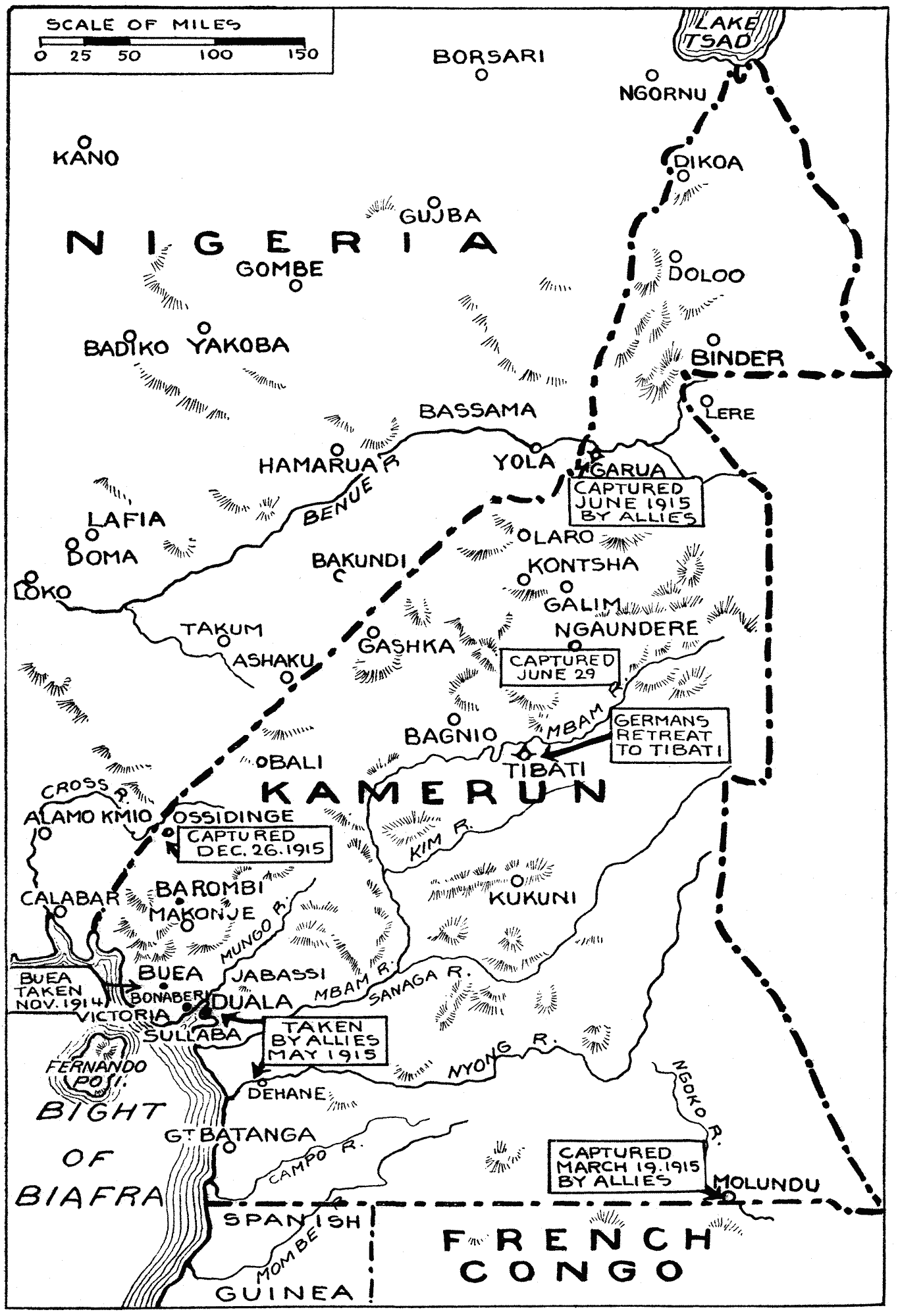
Боевые действия в Германском Камеруне

В Германском Камеруне находилось около тысячи германских солдат, и около 3 тысяч солдат-африканцев. С началом войны британские войска атаковали Камерун с территории Нигерии, двигаясь тремя различными маршрутами, однако атаки всех трёх колонн были отбиты германскими войсками, использовавшими условия местности и тактику засад. Французские войска атаковали Камерун с территории Чада и захватили Куссери. В начале сентября франко-бельгийские войска взяли Лимбе, а 27 сентября, при артиллерийской поддержке от британских и французских крейсеров — экономическую столицу колонии город Дуала. В июне 1915 года британцам сдался германский гарнизон города Гаруа.
Единственным крупным центром германского сопротивления остался Яунде. Бельгийско-французские силы двинулись вглубь континента вдоль трассы строившейся немцами железной дороги, отбивая по пути атаки германских войск, и в ноябре 1915 года взяли город. Большинство германских солдат отступило в нейтральную Испанскую Гвинею, где были интернированы до конца войны. Последний германский опорный пункт в Камеруне капитулировал в феврале 1916 года.